# Saison 2018 de l'équipe cycliste EF Education First-Drapac
La saison 2018 de l'équipe cycliste EF Education First-Drapac est la quatorzième de cette équipe, la première sous ce nom.

## Préparation de la saison 2018

### Sponsors et financement de l'équipe
L'entreprise EF Education First, spécialisée dans la formation linguistique, les séjours linguistiques, les programmes d'études universitaires, et les échanges culturels, est le nouveau sponsor-titre de l'équipe et actionnaire majoritaire de l'entreprise support de celle-ci, Slipstream Sports.
En août 2017, le manager Jonathan Vaughters a annoncé ne pas avoir les fonds nécessaire pour permettre à l'équipe de poursuivre son activité en 2018, après la défection d'un sponsor important. Les coureurs sous contrat pour cette saison ont alors été libérés de leurs obligations,. Afin de réunir 4 millions de dollars, un financement participatif est lancé : jusqu'à 2 millions de dollars, les dons sont doublés par la société Fairly Group, un des sponsors de l'équipe, et par « d'autres soutiens généreux »,.
Deux semaines plus tard, alors que la campagne de financement participatif a réuni 530 000 dollars de dons, l'engagement d'EF Education First est rendu public, assurant la survie de l'équipe pour trois ans. Cet engagement prend la forme d'un rachat des parts de Slipstream Sports détenue par Doug Ellis, jusqu'alors actionnaire majoritaire. Selon Jonathan Vaughters, l'ancien secrétaire d'État John Kerry a été intermédiaire dans la négociation entre EF Education First et Slipstream Sports. Il est prévu que les fonds rassemblés grâce au financement participatif servent d'une part à accroître les dépenses en « science et technologie » (nutrition, aérodynamisme, etc.), d'autre part à « poursuivre l'effort du sponsor Michael Drapac pour préparer les coureurs à leur vie après leur carrière sportive »,.
Le nouveau maillot, fourni par POC, est rose, vert et blanc. Le logo d'EF Education First est mis en évidence sur le torse et dans le dos. Ceux de Drapac et de Cannondale, plus petits, apparaissent en dessous. Le C de Cannondale est également présent sur les épaules et Drapac sur le côté du cuissard. Le motif argyle (en) traditionnel de l'équipe orne les manches, le col et les chaussettes.

### Arrivées et départs
Kim Magnusson, champion de Suède en titre, est engagé afin de satisfaire le sponsor EF Education First, basé en Suède et exigeant la présence d'un coureur suédois dans l'effectif.
| Arrivées            | Équipe 2017                   |
| ------------------- | ----------------------------- |
| Matti Breschel      | Astana                        |
| Julián Cardona      | Medellin-Inder                |
| Mitchell Docker     | Orica-Scott                   |
| Kim Magnusson       | Tre Berg-PostNord             |
| Daniel Martínez     | Wilier Triestina-Selle Italia |
| Daniel McLay        | Fortuneo-Oscaro               |
| Sacha Modolo        | UAE Emirates                  |
| Daniel Moreno       | Movistar                      |
| Logan Owen          | Axeon Hagens Berman           |
| Julius van den Berg | SEG Racing Academy            |

| Départs           | Équipe 2018                 |
| ----------------- | --------------------------- |
| Alberto Bettiol   | BMC                         |
| Patrick Bevin     | BMC                         |
| Davide Formolo    | Bora-Hansgrohe              |
| Kristjan Koren    | Bahrain-Merida              |
| Ryan Mullen       | Trek-Segafredo              |
| Toms Skujiņš      | Trek-Segafredo              |
| Tom-Jelte Slagter | Dimension Data              |
| Andrew Talansky   | retraite                    |
| Dylan van Baarle  | Sky                         |
| Davide Villella   | Astana                      |
| Wouter Wippert    | Roompot-Nederlandse Loterij |

## Coureurs et encadrement technique

### Effectif
| Cycliste            | Date de naissance | Nationalité      | Équipe 2017                   |  |
| ------------------- | ----------------- | ---------------- | ----------------------------- |  |
| Matti Breschel      | 31 août 1984      | Danemark         | Astana                        |  |
| Nathan Brown        | 7 juillet 1991    | États-Unis       | Cannondale-Drapac             |  |
| Brendan Canty       | 17 janvier 1992   | Australie        | Cannondale-Drapac             |  |
| Julián Cardona      | 19 janvier 1997   | Colombie         | Medellin - Inder              |  |
| Hugh Carthy         | 9 juillet 1994    | Royaume-Uni      | Cannondale-Drapac             |  |
| Simon Clarke        | 18 juillet 1986   | Australie        | Cannondale-Drapac             |  |
| William Clarke      | 11 avril 1985     | Australie        | Cannondale-Drapac             |  |
| Lawson Craddock     | 20 février 1992   | États-Unis       | Cannondale-Drapac             |  |
| Mitchell Docker     | 2 octobre 1986    | Australie        | Orica-Scott                   |  |
| Joe Dombrowski      | 12 mai 1991       | États-Unis       | Cannondale-Drapac             |  |
| Alex Howes          | 1er janvier 1988  | États-Unis       | Cannondale-Drapac             |  |
| Sebastian Langeveld | 17 janvier 1985   | Pays-Bas         | Cannondale-Drapac             |  |
| Kim Magnusson       | 31 août 1992      | Suède            | Tre Berg - PostNord           |  |
| Daniel Martínez     | 25 avril 1996     | Colombie         | Wilier Triestina-Selle Italia |  |
| Daniel McLay        | 3 janvier 1992    | Royaume-Uni      | Fortuneo-Oscaro               |  |
| Sacha Modolo        | 19 juin 1987      | Italie           | UAE Emirates                  |  |
| Daniel Moreno       | 5 septembre 1981  | Espagne          | Movistar                      |  |
| Logan Owen          | 25 mars 1995      | États-Unis       | Axeon Hagens Berman           |  |
| Taylor Phinney      | 27 juin 1990      | États-Unis       | Cannondale-Drapac             |  |
| Pierre Rolland      | 10 octobre 1986   | France           | Cannondale-Drapac             |  |
| Thomas Scully       | 14 janvier 1990   | Nouvelle-Zélande | Cannondale-Drapac             |  |
| Rigoberto Urán      | 6 janvier 1987    | Colombie         | Cannondale-Drapac             |  |
| Tom Van Asbroeck    | 19 avril 1990     | Belgique         | Cannondale-Drapac             |  |
| Julius van den Berg | 23 octobre 1996   | Pays-Bas         | SEG Racing Academy            |  |
| Sep Vanmarcke       | 28 juillet 1988   | Belgique         | Cannondale-Drapac             |  |
| Michael Woods       | 12 octobre 1986   | Canada           | Cannondale-Drapac             |  |

- Stagiaires

À partir du 1er août 2018
| Coureur      | Date de naissance | Nationalité | Équipe            |
| ------------ | ----------------- | ----------- | ----------------- |
| José Neves   | 30 octobre 1995   | Portugal    | W52-FC Porto      |
| Cyrus Monk   | 7 novembre 1996   | Australie   | Drapac EF Cycling |
| James Whelan | 11 juillet 1996   | Australie   | Drapac EF Cycling |

## Bilan de la saison

### Victoires
| Date       | Course                           | Pays     | Classe | Vainqueur      |
| ---------- | -------------------------------- | -------- | ------ | -------------- |
| 1/02/2018  | 5e étape de Colombia Oro y Paz   | Colombie | 2.1    | Rigoberto Urán |
| 16/02/2018 | 3e étape du Tour d'Andalousie    | Espagne  | 2.HC   | Sacha Modolo   |
| 06/04/2018 | 4e étape du Circuit de la Sarthe | France   | 2.1    | Daniel McLay   |
| 15/06/2018 | 3e étape du Tour de Slovénie     | Slovénie | 2.1    | Rigoberto Urán |
| 29/08/2018 | 5e étape du Tour d'Espagne       | Espagne  | 2.UWT  | Simon Clarke   |
| 12/09/2018 | 17e étape du Tour d'Espagne      | Espagne  | 2.UWT  | Michael Woods  |

### Résultats sur les courses majeures
Les tableaux suivants représentent les résultats de l'équipe dans les principales courses du calendrier international (les cinq classiques majeures et les trois grands tours). Pour chaque épreuve est indiqué le meilleur coureur de l'équipe, son classement ainsi que les accessits glanés par Cannondale-Drapac sur les courses de trois semaines.

#### Classiques
| Classique            | Milan-San Remo       | Tour des Flandres   | Paris-Roubaix      | Liège-Bastogne-Liège | Tour de Lombardie   |
| -------------------- | -------------------- | ------------------- | ------------------ | -------------------- | ------------------- |
| Coureur (classement) | Matti Breschel (12e) | Sep Vanmarcke (13e) | Sep Vanmarcke (6e) | Michael Woods (2e)   | Rigoberto Urán (4e) |

#### Grands tours
| Grand tour           | Tour d'Italie       | Tour de France       | Tour d'Espagne                                     |
| -------------------- | ------------------- | -------------------- | -------------------------------------------------- |
| Coureur (classement) | Michael Woods (19e) | Pierre Rolland (27e) | Rigoberto Urán (7e)                                |
| Accessits            | -                   | -                    | 2 victoires d'étapes (Simon Clarke, Michael Woods) |